# 賈緯
賈緯（?—?），五代真定获鹿人。
五世祖贾谅，高祖贾瑾。博学善词章，进士久不中，回到河朔，被聘為参军、邑宰。以史馆修撰知制诰、中书舍人。曾受命修纂《高祖实录》。後晉天福六年（941年），晉高祖命張昭遠、賈緯等人撰唐史，由宰相趙瑩監修，即今之《舊唐書》。又曾“捜訪遺文及耆舊傳說”，著有《唐年补遗录》六十五卷，補武宗以下至唐末事，司馬光修《通鑑》多參考此書，今佚。
子賈琰；賈璉，封齊國公。孫賈注，封晉國公。曾孫賈昌朝，封魏國公。

## 延伸阅读
[在维基数据编辑]
 在维基文库阅读此作者作品
 《舊五代史/卷131》，出自薛居正《舊五代史》
 《新五代史·卷57》，出自歐陽修《新五代史》